# Hongwei
För andra betydelser, se Hongwei (olika betydelser).
Hongwei är ett stadsdistrikt i Liaoyang i Liaoning-provinsen i nordöstra Kina.